# Loxaspilates dispar
Loxaspilates dispar là một loài bướm đêm trong họ Geometridae.